# Urostachys sieberianus
Urostachys sieberianus là một loài thực vật có mạch trong Họ Thạch tùng. Loài này được (Spring) Herter miêu tả khoa học đầu tiên năm 1923.